# لودويغ أوقست ستروف
لودويغ أوقست ستروف (بالألمانية: Ludwig August Struve)‏ (و. 1795 – 1828 م) هو طبيب، وأستاذ جامعي ألماني، توفي في تارتو، عن عمر يناهز 33 عاماً.